# Pont de l'Aigua (Girona)
El pont de l'Aigua és un pont fluvial del municipi de Girona que forma part de l'Inventari del Patrimoni Arquitectònic de Catalunya.

## Descripció
És un pont de 8 ulls d'arcs de punt rodó i que dona nom al barri. De caràcter monumental per les pilones, dues a banda i banda del pont, amb làpides commemoratives de la guerra civil a favor dels nacionals. En el tram més proper a Sarrià, el pont puja en un pendent suau en els dos primers trams, per baixar al darrer en un pendent més pronunciat. Així, el pont consta de 3 parts caracteritzades per trossos massissos amb relleus al·lusius. La barana és de pilonets rodons amb motlluretes de mitja canya, seriats, amb passamà massís al damunt. El pont és damunt el Ter, i té el terra de quitrà que salta, deixant a la vista els carreus antics i les guies del tren de Banyoles.

## Història
Els primers vestigis són romans i al segle xiv es començà l'original, obra d'en Pere Ça Coma i que es clogué al segle xv, era de 10 ulls i tenia una plataforma en punta de diamant al tercer ull. Després de moltes vicissituds de riuades i setges (ja que la història del barri ha anat lligada a la de Girona) durant la retirada, a la Guerra Civil, fou volat i reformat més tard per les milícies franquistes, creant l'actual pont. El 1926 s'inaugurava la línia del tramvia de Banyoles i que passava del Pont.